# アクマでオシオキっ! 丸城戸サド式ヘンタイお仕置き講座
『アクマでオシオキっ! 丸城戸サド式ヘンタイお仕置き講座』（アクマでオシオキっ！ まるきどサドしきヘンタイおしおきこうざ）は、2013年7月26日にLuxuryから発売されたアダルトゲーム。

## 概要
人間界へ逃げてきた悪魔っ娘にエッチなお仕置きをして更生させるのを目的としたアドベンチャーゲーム。
ゲーム内で悪魔っ娘を捕まえると、テキストアドベンチャーからオシオキモードに移行し、オシオキモードでは、スパンキングといったお仕置き（ミニゲーム）を通じて悪魔っ娘をお仕置きし、絶頂を迎えさせるという内容になっている。
様々なHアイテムを駆使して過激にお仕置きすることができるが、陰鬱さは少なく、むしろ明るくポップな作品に仕上がっている。

## あらすじ
禍南にある「悪魔の館」に暮らす没落した名門貴族の当主・丸城戸サドは、エロティックな研究に没頭していた。
ある日、彼の元に魔界の監獄の看守を名乗る少女が訪れた。サドは彼女に一目ぼれし、はちみつ漬けにしてなめまわした。
サドの対応に憤慨した彼女は、脱走した悪魔と誤解し彼に首輪をはめた。少女は首輪を外す条件として、彼女とともに脱獄者への更生プログラムを実行することを提示した。
かくして、サドによるエッチなお仕置きが始まった。

## 登場人物
丸城戸サド
主人公である名門貴族の当主。性具の特許を多数とるほど頭脳明晰だが、尊大且つ変態。
ツクヨミ
声:如月葵
代々丸城戸家のメイドを務めてきた女性で、青白い肌と身体に巻かれた包帯が特徴である。メイドだけあって礼儀正しいが、主人同様サディストである。
両親亡きサドにとって唯一の家族である。
ペルル
声:倉田まりや
魔界の監獄の看守である少女。サドとともに脱獄者を追う。

### 脱獄者たち
コロナ
声：青葉りんご
かつては魔王だったが、わがままな性格が災いし、部下の裏切りに遭い封印を施されたうえで投獄された。犬が苦手。
アリア
声：小倉結衣
盗賊をしている堕天使で、気ままな性格。
天界へ侵入した際、ニネに裏切られ、神の童貞を奪ったとして投獄された。
メリッサ
声：海原エレナ
オナニストで、性具作りの名手である無口な魔女。
催淫効果のあるガスの散布という罪状で投獄された。
クールで無口だが痴女でありサドによる膣への責めなどで快感を露わにしているパターンが多い。
ムルムル
声：葉村夏緒
魔界の監獄の最下層に封印されている魔神。全身が触手でできており、世界を触手で満たしたいという思いの元、魔界でひと騒動を起こし封印された。

### サブキャラクター
ウル
声：金田まひる
魔界の森にすむ狼女で、純粋な性格。メリッサの改造を受け、彼女を姉と慕う。
ニネ
声：藤乃理香
アリアの相棒である両性具有の鬼で、アリアを陥れた犯人。格好は、着物・足袋・巻が高い草履。
ノワール
声：春日アン
名門貴族の令嬢である夢魔。コロナとはライバルだが、彼女に負けてばかりいる。あるイベントでは丸城戸サドの子供であるホムンクルスを出産させられる。
リオ
声：雪村とあ
サド行きつけのアダルトショップ店主を務める男の娘。
クロエ
声：かわしまりの
魔界の監獄の副所長を務める女性で、左目に眼帯をしている。厳しい性格ながらも、面倒見は良い。

## スタッフ
- 監督：buntan
- メイン原画：BLADE[1]

## 主題歌
オープニングテーマ「えんどれす ちゅ〜ん!」
作詞 - 游かずみ / 作曲・編曲 - 松美夜孤雨兵 / 歌 - 青葉りんご